# Hexàgon

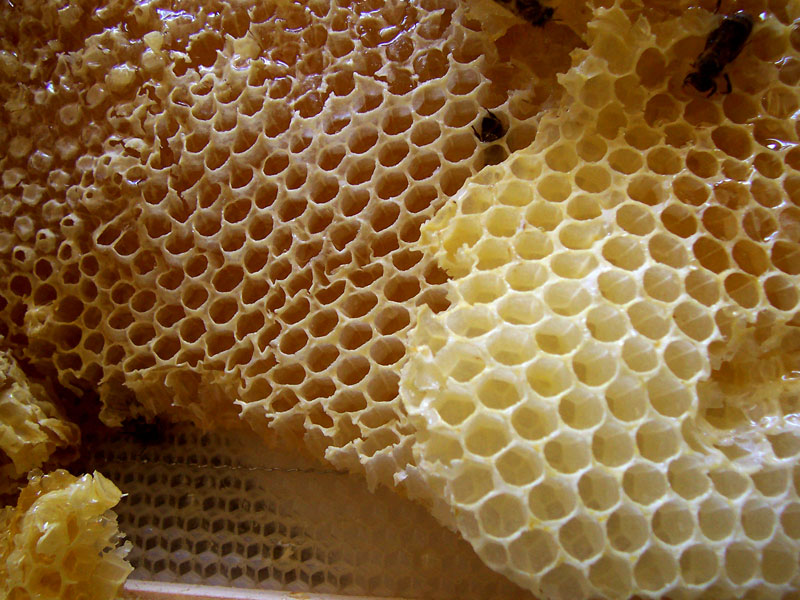
Bresca de mel

En geometria, un hexàgon correspon a qualsevol polígon de sis costats. Sovint, però, es fa servir aquest mot per denotar un hexàgon regular. Això és, un polígon de 6 costats on tots els costats i tots els angles són iguals. En aquest cas, els angles seran de 120°. El seu símbol de Schläfli és {6}. Per la seva forma serveix per designar França.

## Propietats
Donat un hexàgon regular amb un costat de longitud {\displaystyle a\,\!}: 
La seva àrea correspon a:
{\displaystyle A={\frac {3{\sqrt {3}}}{2}}a^{2}\simeq 2.59808a^{2}.}
El seu perímetre és:
{\displaystyle 6a\,\!}
La seva apotema és
{\displaystyle a_{p}=a\cdot {\frac {\sqrt {3}}{2}}}
El seu diàmetre màxim és {\displaystyle 2a\,\!}
El seu diàmetre mínim és: {\displaystyle a{\sqrt {3}}\,\!}.
Els hexàgons regulars es poden ajustar uns amb els altres (sense deixar espais) per formar tessel·lacions. La natura ens ofereix aquestes construccions de manera natural. Per exemple, en les bresques fetes per les abelles. Matemàticament, la construcció de les bresques fetes per les abelles correspon als diagrames de Voronoi construïts a partir dels vèrtexs de triangles equilàters.
No existeix cap sòlid platònic format d'hexàgons regulars. En canvi, existeixen sòlids arquimedians. Són el tetraedre truncat, l'octaedre truncat i l'icosaedre truncat (les pilotes de futbol corresponen a icosaedres truncats, tot i que degut a la pressió de l'aire i l'elasticitat del material tenen una forma més arrodonida), el cubooctaedre truncat i el icosidodecaedre truncat.
Els nombres hexagonals són un tipus de nombres (els anomenats nombres figurats) que es poden representar per un conjunt de punts formant hexàgons regulars.

## Construcció de l'hexàgon
Els hexàgon regulars es poden construir amb regle i compàs. Euclides en descriu un mètode en la proposició 15 del llibre IV dels seus Elements (300 aC). La figura en mostra la construcció.